# Рязановський Микола Валентинович
Микола Валентинович Рязановський (рос. Николай Валентинович Рязановский — 21 грудня 1923, Харбін — 14 травня 2011 Окленд, Каліфорнія) — визначний американський історик-славіст, професор Каліфорнійського університету, релігійний діяч російської еміграції в США.

## Біографія
Народився в еміграції, в родині видного російського правознавця, історика і культуролога Валентина Олександровича Рязановського (1884—1968) та його дружини — письменниці Антоніни Рязановської. В 1938 приїхав з батьками до США. Історичну освіту (ступінь бакалавра) одержав в 1942 в Університеті Орегону. В 1943 одержав американське громадянство. В 1943—1945 роках брав участь у другій світовій війні — був фронтовим розвідником армії США під час Арденнської операції на Західному фронті.
В 1946 демобілізувався в чині лейтенанта і продовжив освіту — здобув ступінь магістра в Гарвардському університеті (1947). Там само в аспірантурі був учнем М. М. Карповича. Захистив дисертацію (Ph.D.) в Оксфордському університеті (1949), тема — російське Слов'янофільство XIX століття. Повернувшись до США, став професором історичного факультету Університету штату Айова, де викладав 8 років.
З 1957 г. професор європейської історії Університету Каліфорнії у Берклі.
Наукові праці в галузі російської історії — від Київської Русі (X століття) і до кінця XX століття. Центр його наукових інтересів — епоха царювання Миколи I-го та історія інтелігенції XIX століття.
По його підручнику «Історія Росії», (перше видання вийшло у світ в 1963 році, потім багаторазово перевидавалось) вчилось не одне покоління американських студентів.

## Наукова та громадська діяльність
- Президент Американської Асоціації сприяння слов'янським дослідженням (1973—1977)
- член Американської академії мистецтв і наук (з 1987)
- піклувальник Національної ради з радянських та східноєвропейських досліджень
- тісно співпрацював з Вищим Духовним Союзом в Берклі, був одним із засновників його Православного інституту ім. патріарха Афінагора І, член інститутської ради (1986—2005)

## Нагороди та премії
- медаль «Бронзова Зірка» (за участь у війні).
- 1993 — премія «За видатний вклад в слов'янські дослідження» Американської Асоціації сприяння слов'янським дослідженням.
- гранти фундацій Фулбрайта та Гугенхайма.

## Вибрані наукові праці
- Russia and the West in the Teaching of the Slavophils. — Harvard, 1952. 244 p.
- Nicholas I and the Official Nationality in Russia. — University of California, 1959. 296 p.
- A History of Russia. — New York, 1963. 711 p.
- The Emergence Of Eurasianism, «California Slavic Studies» 4 (1967)
- The Teaching of Charles Fourier. — University of California, 1969. 256 p.
- A Parting of Ways. Government and the Educated People in Russia 1801—1855, Oxford 1976.

## Сім'я
- брат: Олександр Валентинович Рязановський (нар.1928) — професор історії Пенсильванського та Гарвардського університетів, фахівець з історії Київської Русі та середньовічного книгознавства.
- дружина: Арлене Рязановська (народжена Шлегель).
- діти: Джон, Ніколас, Марія.